# Čeljabinsk
Čeljábinsk (in russo Челя́бинск?, pronunciato [ʨɪˈlʲabʲɪnsk] ) è una città della Russia situata sulle pendici orientali degli Urali. È la capitale dell'omonima oblast' e conta una popolazione di 1 177 058 abitanti.

## Storia
La fortezza di Čeljaba, da cui la città prende il nome, venne costruita nel 1736; la città venne istituita nel 1781. A partire dal 1892, servì come centro per la costruzione della Ferrovia Transiberiana.
Nel corso dell'industrializzazione sovietica degli anni trenta, Čeljabinsk subì una rapida crescita. In questo periodo vennero costruiti molti impianti industriali, tra cui la grande fabbrica di trattori di Čeljabinsk e lo Stabilimento Metallurgico. Nel corso della seconda guerra mondiale, Iosif Stalin decise di spostare gran parte delle fabbriche sovietiche per la produzione in luoghi lontani dall'avanzata delle armate tedesche, verso la fine del 1941. Questo portò verso Čeljabinsk, all'epoca ancora una piccola città, nuove fabbriche e migliaia di lavoratori.
Diversi complessi industriali per la produzione dei carri armati T-34 e dei lanciarazzi Katjuša si concentrarono nella città, che divenne nota come "Tankograd" (la città dei carri armati). In questo periodo, Čeljabinsk venne in pratica ricostruita da zero: in precedenza esisteva una piccola città, le cui tracce possono ancora essere individuate nel centro della città. La fabbrica 185 (intitolata a Sergej Mironovič Kirov) fu spostata da Leningrado per la produzione di carri pesanti, ma venne poi trasferita a Omsk nel 1962.

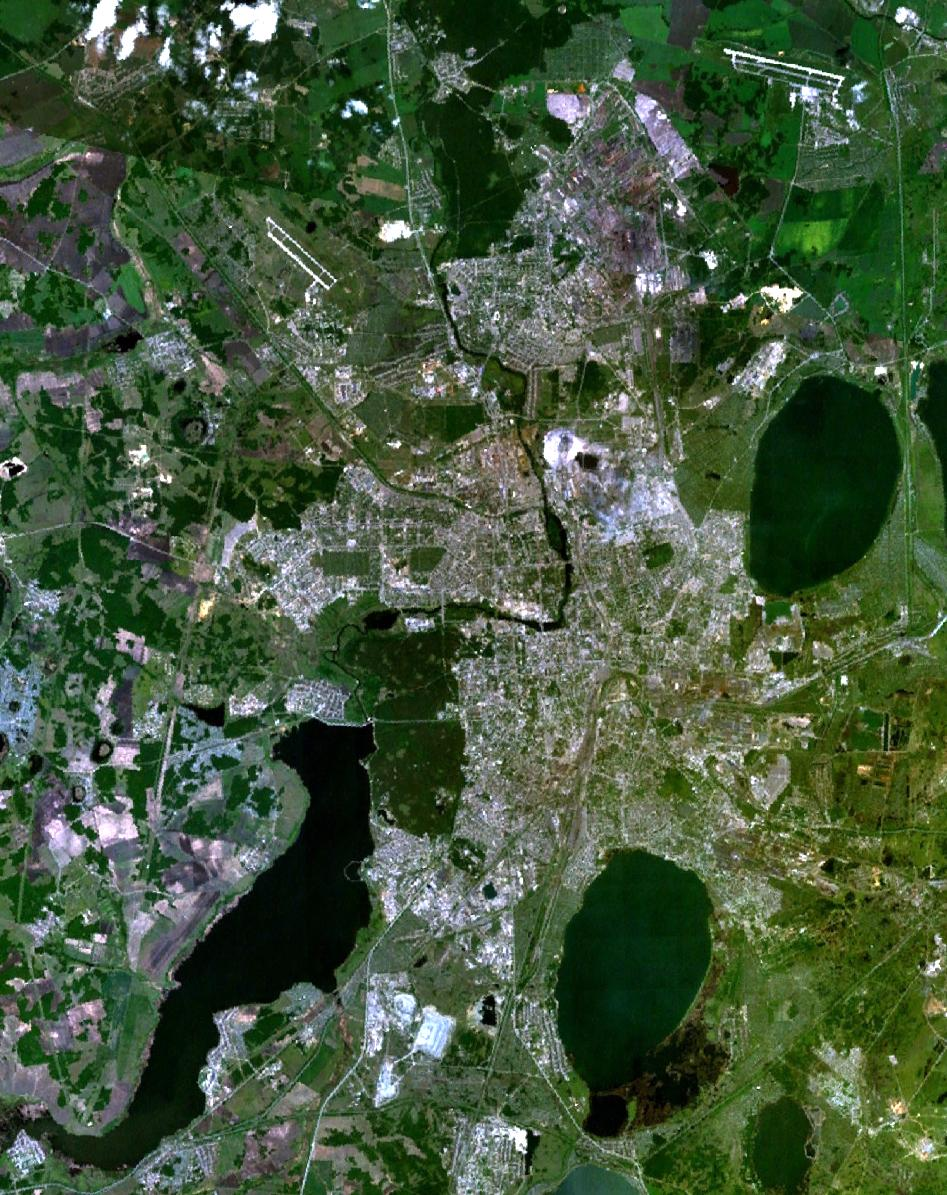
Vista della città dal satellite

Un grave incidente nucleare avvenne nel 1957 nell'impianto di riprocessamento per il combustibile nucleare di Majak, 150 km a nord-ovest della città. Vi furono vittime nell'oblast' di Čeljabinsk ma non nella città vera e propria, la zona della città ospitava altre centrali per la riconversione del plutonio, per anni tutta la zona è stata classificata come una delle più contaminate del mondo tanto che, fino al 1992 in tutto il rajon di Čeljabinsk era proibito l'accesso degli stranieri.
Il 15 febbraio del 2013 intorno alle ore 9.20 locali (03:20 Greenwich Mean Time) un meteorite cadde nella regione dell'oblast' di Čeljabinsk. L'evento meteorico in Russia del 2013, definito dai media "pioggia di meteoriti" ma consistito in realtà in un unico meteorite schiantatosi al suolo, causò un migliaio di feriti, danneggiando ospedali, scuole e abitazioni, non a causa dei frammenti dell'oggetto (definiti dai media "cristalli meteoritici") ma a causa della rottura di 200000 m² di vetri causata dall'onda d'urto.

## Geografia

### Morfologia del territorio
La città di Čeljabinsk è situata nel centro del continente euroasiatico (a 1400 km dal centro geografico), a est dei Monti Urali, a 200 km a sud di Ekaterinburg. La città si attesta situata a circa 200-250 metri sopra il livello del mare. Dal punto di vista geologico la città è delimitata nella sua parte occidentale dal granito degli Urali, nella sua parte orientale, invece, dalle rocce sedimentarie della Siberia occidentale; in questo modo Čeljabinsk si trova tra i Monti Urali e la Siberia, fatto che le conferisce il titolo di "Porte della Siberia" (in russo «Ворота в Сибирь»?).
La città è solcata dal corso del fiume Miass; come altre fonti di acqua ci sono i tre laghi Smolino, Sineglasovo e Pervoe. Scorrenti per la maggior parte del loro tragitto sotto la superficie della città, ci sono dei piccoli affluenti del Miass, questi sono i fiumi Igumenka, Kolupaevka, Čeljabka e Černushka. Il territorio cittadino è delimitato da dei piccoli colli nella parte occidentale della città. È curioso il posizionamento della città infatti è situata su 7 colli, proprio come a Roma, Mosca e Costantinopoli.

## Clima
Čeljabinsk è situata nella zona della steppa, lontano da mari e oceani.
Il clima della città è da considerarsi temperato, infatti è situata nella zona di clima continentale.
| Čeljabinsk (1981-2010) Fonte: | Mesi  | Mesi  | Mesi  | Mesi  | Mesi  | Mesi  | Mesi  | Mesi  | Mesi  | Mesi  | Mesi  | Mesi  | Stagioni | Stagioni | Stagioni | Stagioni | Anno  |
| Čeljabinsk (1981-2010) Fonte: | Gen   | Feb   | Mar   | Apr   | Mag   | Giu   | Lug   | Ago   | Set   | Ott   | Nov   | Dic   | Inv      | Pri      | Est      | Aut      | Anno  |
| ----------------------------- | ----- | ----- | ----- | ----- | ----- | ----- | ----- | ----- | ----- | ----- | ----- | ----- | -------- | -------- | -------- | -------- | ----- |
| T. max. media (°C)            | −10,5 | −7,9  | 1,0   | 10,6  | 20,3  | 24,0  | 25,2  | 23,6  | 17,2  | 9,3   | −0,1  | −7,2  | −8,5     | 10,6     | 24,3     | 8,8      | 8,8   |
| T. media (°C)                 | −14,1 | −12,5 | −4,8  | 4,7   | 12,1  | 18,3  | 19,3  | 17,1  | 10,9  | 4,1   | −5,2  | −11,1 | −12,6    | 4,0      | 18,2     | 3,3      | 3,2   |
| T. min. media (°C)            | −19,0 | −18,9 | −9,3  | −0,3  | 7,9   | 12,9  | 14,5  | 13,5  | 7,6   | 1,3   | −5,9  | −14,6 | −17,5    | −0,6     | 13,6     | 1,0      | −0,9  |
| Nuvolosità (okta al giorno)   | 6,6   | 5,6   | 6,1   | 6,3   | 6,1   | 6,3   | 5,8   | 6,5   | 6,4   | 6,9   | 7,4   | 6,6   | 6,3      | 6,2      | 6,2      | 6,9      | 6,4   |
| Precipitazioni (mm)           | 17    | 16    | 19    | 27    | 47    | 55    | 87    | 44    | 41    | 30    | 26    | 21    | 54       | 93       | 186      | 97       | 430   |
| Giorni di pioggia             | 0,1   | 0,3   | 4,0   | 10,0  | 15,0  | 19,0  | 17,0  | 16,0  | 16,0  | 10,0  | 6,0   | 1,0   | 1,4      | 29,0     | 52,0     | 32,0     | 114,4 |
| Giorni di neve                | 18    | 16    | 15    | 6     | 1     | 0,3   | 0,0   | 0,0   | 1,0   | 6,0   | 15,0  | 19,0  | 53,0     | 22,0     | 0,3      | 22,0     | 97,3  |
| Giorni di nebbia              | 1     | 2     | 1     | 2     | 0,1   | 0,1   | 0,3   | 0,0   | 1,0   | 1,0   | 2,0   | 1,0   | 4,0      | 3,1      | 0,4      | 4,0      | 11,5  |
| Umidità relativa media (%)    | 84    | 77    | 76    | 66    | 61    | 64    | 69    | 71    | 73    | 73    | 82    | 83    | 81,3     | 67,7     | 68       | 76       | 73,3  |
| Vento (direzione-m/s)         | S 1,1 | S 1,3 | S 1,6 | W 1,8 | W 1,6 | W 1,5 | N 1,2 | N 1,1 | W 1,2 | W 1,5 | S 1,5 | S 1,3 | 1,2      | 1,7      | 1,3      | 1,4      | 1,4   |

## Amministrazione

### Gemellaggi
- Columbia, dal 1995
- Nottinghamshire, dal 2000
- Ramla, dal 2000
- Ürümqi, dal 2004

## Galleria d'immagini

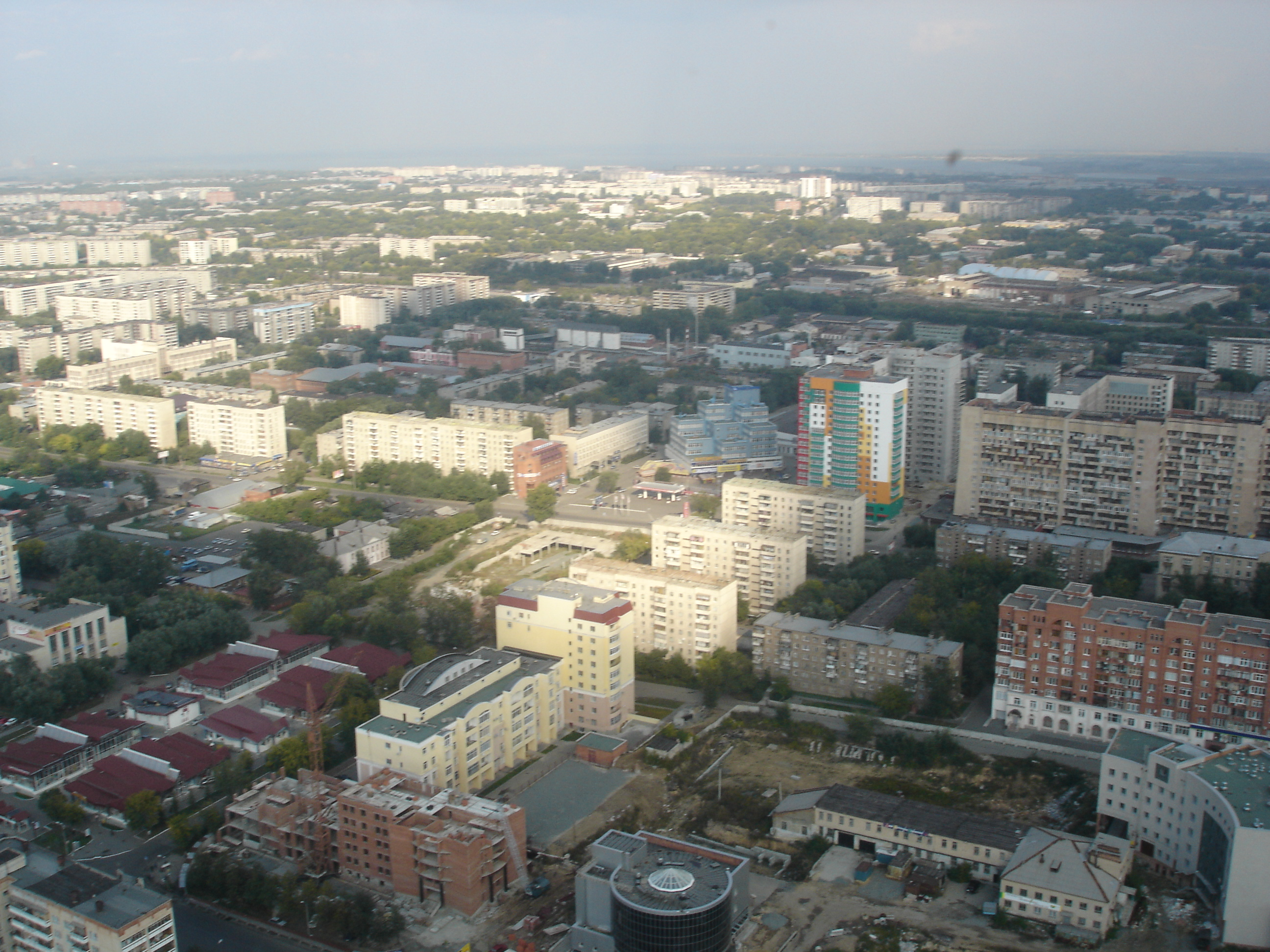
Vista aerea della città
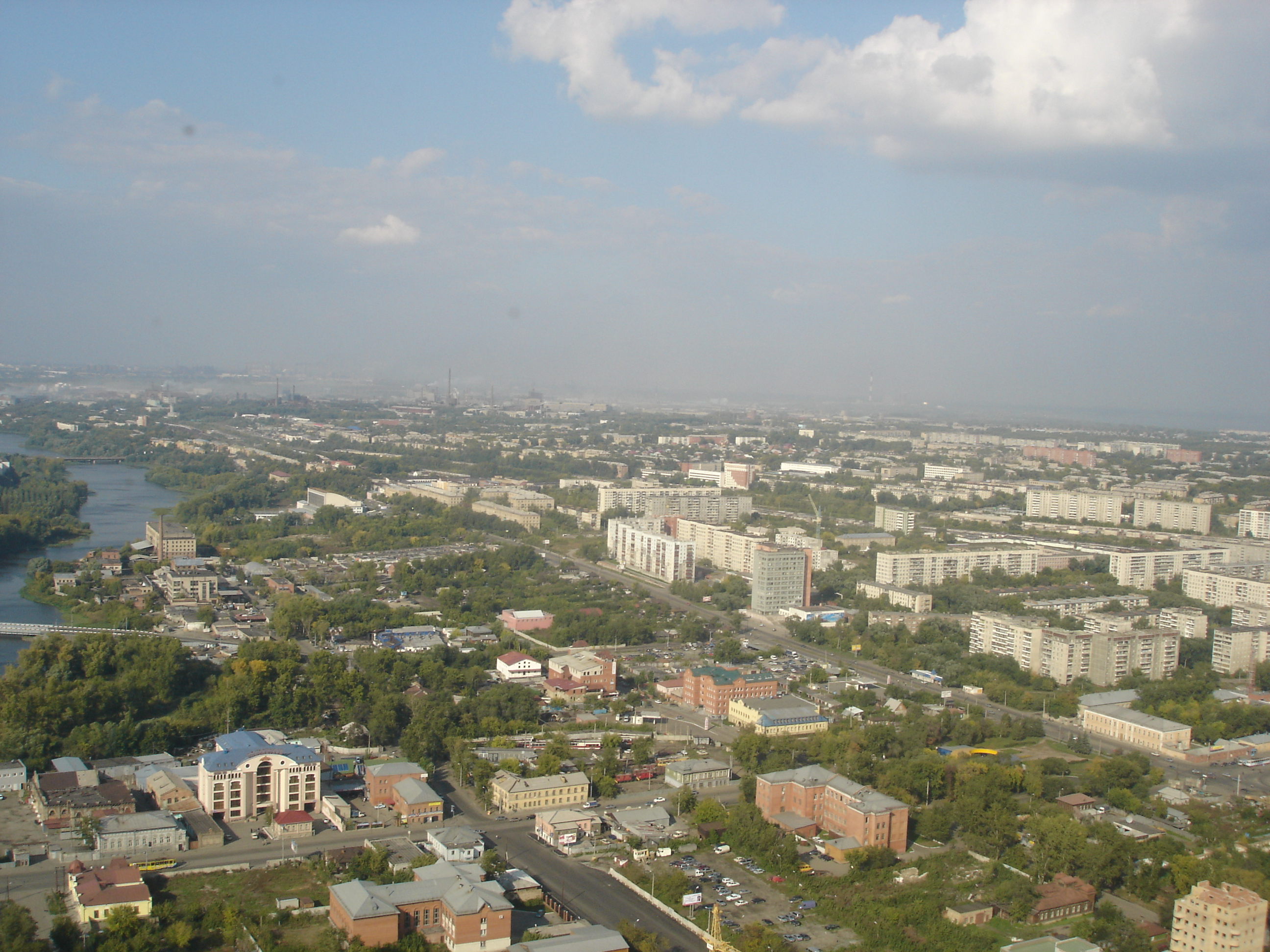
Vista aerea della città
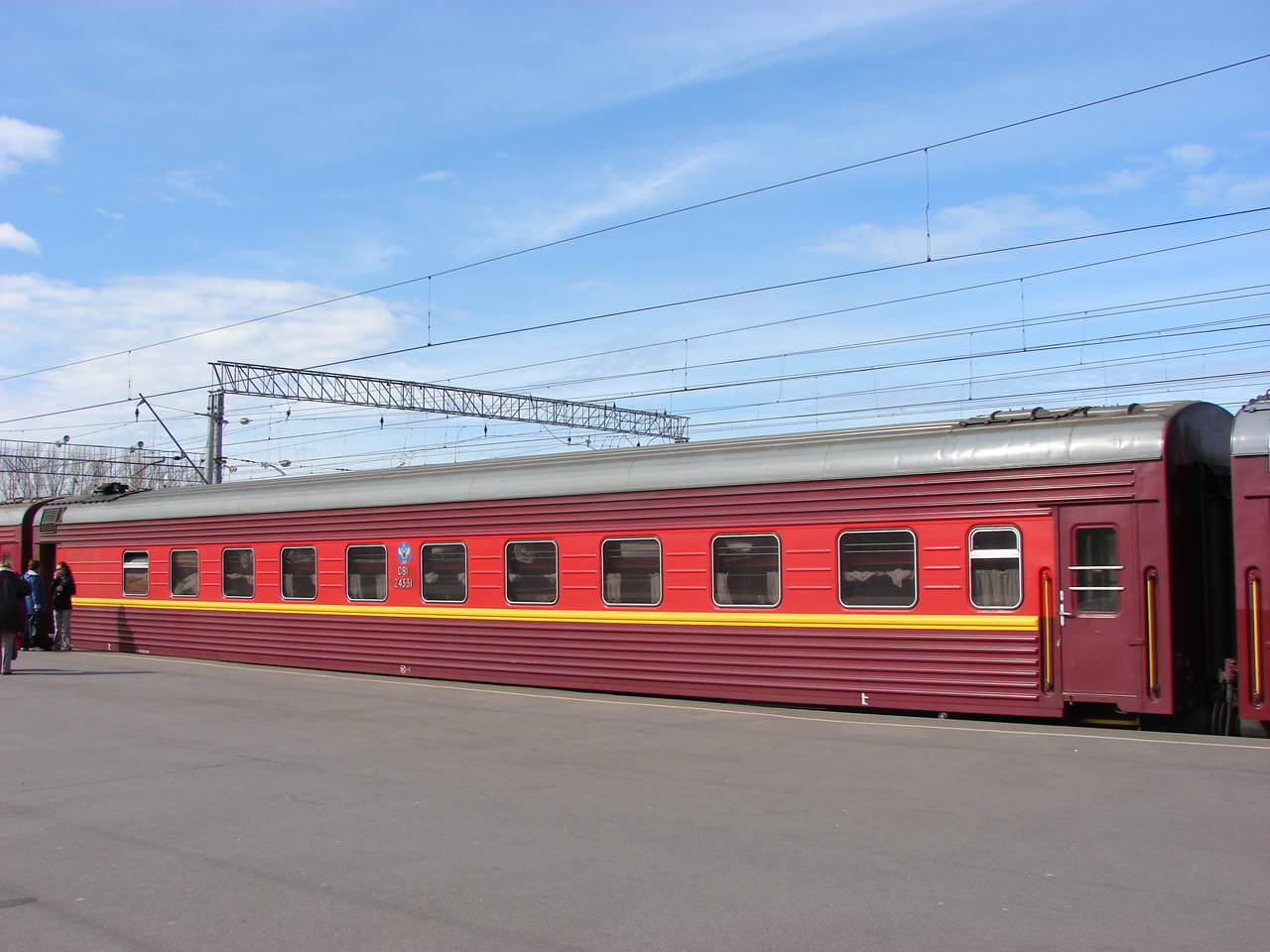
Treno delle Ferrovie russe Čeljabinskij Express
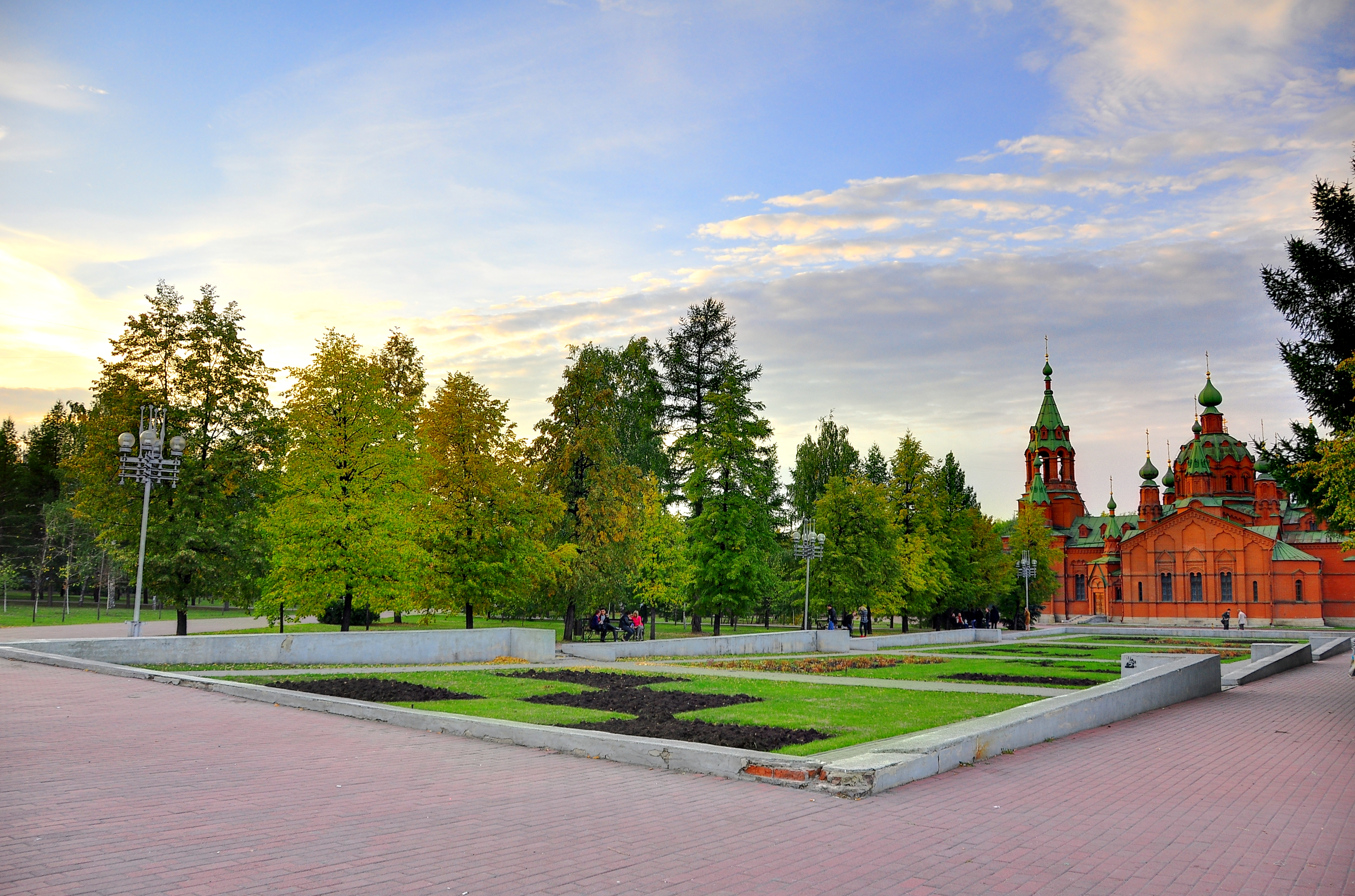
Parco